# Suhescun
Suhescun (baskisch Suhuskune) ist eine französische Gemeinde mit 165 Einwohnern (Stand 1. Januar 2022) im Département Pyrénées-Atlantiques in der Region Nouvelle-Aquitaine (vor 2016 Aquitanien). Die Gemeinde gehört zum Arrondissement Bayonne und zum Kanton Pays de Bidache, Amikuze et Ostibarre (bis 2015 Iholdy).
Die Bewohner werden entsprechend Suhuskundar genannt. Der Name der Gemeinde leitet sich aus dem baskischen zuhazkun (deutsch Ort der Bäume) ab.

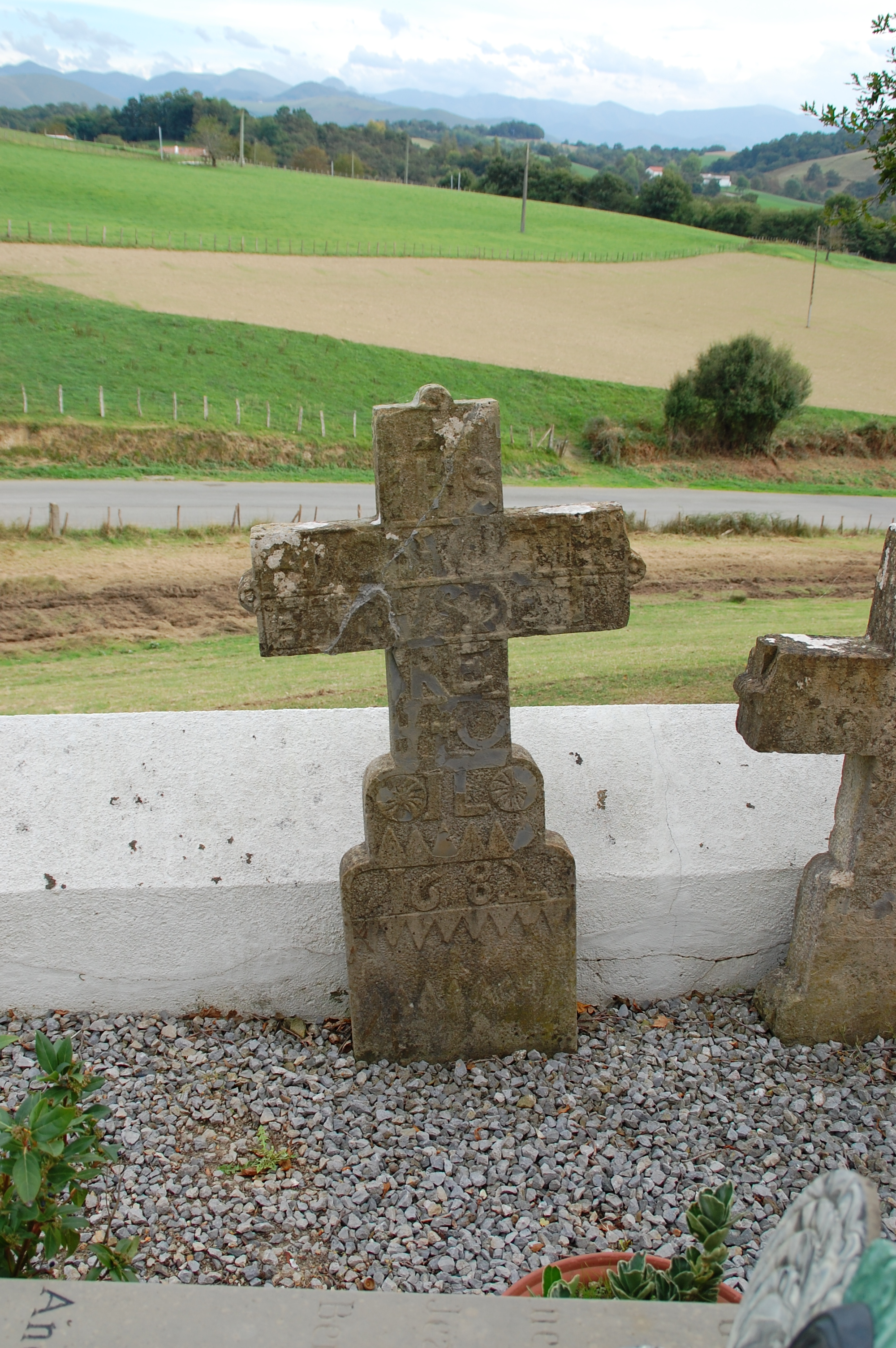
Grabkreuz von 1682

## Geographie
Suhescun liegt ca. 45 km südöstlich von Bayonne im historischen Landstrich Pays de Cize (baskisch Garazi) der historischen Provinz Nieder-Navarra im französischen Teil des Baskenlands.
Umgeben wird Suhescun von den Nachbargemeinden:
|           | Iholdy                                      |                  |
| Irissarry | Kompassrose, die auf Nachbargemeinden zeigt | Lantabat         |
|           | Jaxu                                        | Ainhice-Mongelos |

Suhescun liegt im Einzugsgebiet des Flusses Adour.
Der Lakako Erreka, ein Nebenfluss der Nive, durchquert das Gebiet der Gemeinde. Der Ruisseau d’Idiondoa, ein Nebenfluss des Ruisseau Arzuby, entspringt in Suhescun.

## Geschichte
Suhescun wurde im 14. Jahrhundert an einem Pilgerweg nach Santiago de Compostela gegründet. Als ältesten Beleg für eine Besiedelung des Landstrichs dient allerdings ein befestigtes Lager aus der Frühgeschichte an der Grenze zur heutigen Nachbargemeinde Lantabat. Es ist von einem Ring von Brustwehren umgeben, die aus der ausgehobenen Erde der Gräben resultierten. Diese Lager auf unebenem Grund dienten nicht als permanentem Wohnraum, sondern als Wachposten und temporären Unterschlupf für die im Umkreis lebende Bevölkerung im Falle von feindlichen Invasionen. Sie sind die Vorläufer der mittelalterlichen Burgen. Das frühgeschichtliche Lager ist seit dem 15. Februar 1982 als Monument historique klassifiziert.
Nach einer Heirat waren die Grundherrschaften von Suhescun und Lacarre bis zum 17. Jahrhundert vereinigt. 1666 ging sie in die Hände der Familie Lafutsun über, die bis zum 18. Jahrhundert mehrere weitere Territorien besaßen.
Toponyme und Erwähnungen von Suhescun waren:
- Suescun (1305, 1316, 1350 und 1397, letzte Erwähnung laut Urkunden der Finanzkammer von Navarra),
- Suhescun (1366),
- Sanctus-Laurentius de Suescun (1755, Kollationen des Bistums Bayonne) und
- Suhescun (1750, 1793 und 1801, Karte von Cassini, Notice Communale bzw. Bulletin des lois).[2][7][8][9]

### Wappen

Wappen von Suhescun

Das Wappen ist das der ersten Grundherren von Suhescun und lässt sich nach Guy Ascarat, Heraldiker und Historiker, folgendermaßen interpretieren.

Die Jakobsmuscheln verweisen auf die geographische Lage an einem Pilgerweg nach Santiago de Compostela. Die Kuh ist das Symbol für Weidewirtschaft, Fruchtbarkeit und die Eignung des Bodens, die Bewohner zu ernähren.

### Einwohnerentwicklung
Nach Höchstständen der Einwohnerzahl von rund 535 in der ersten Hälfte des 19. Jahrhunderts setzte bei kurzen Erholungsphasen eine lange Phase der Stagnation ein, die bis heute andauert.
| Jahr      | 1962 | 1968 | 1975 | 1982 | 1990 | 1999 | 2006 | 2009 | 2022 |
| --------- | ---- | ---- | ---- | ---- | ---- | ---- | ---- | ---- | ---- |
| Einwohner | 276  | 241  | 219  | 194  | 198  | 205  | 197  | 199  | 165  |

## Sehenswürdigkeiten

### Pfarrkirche

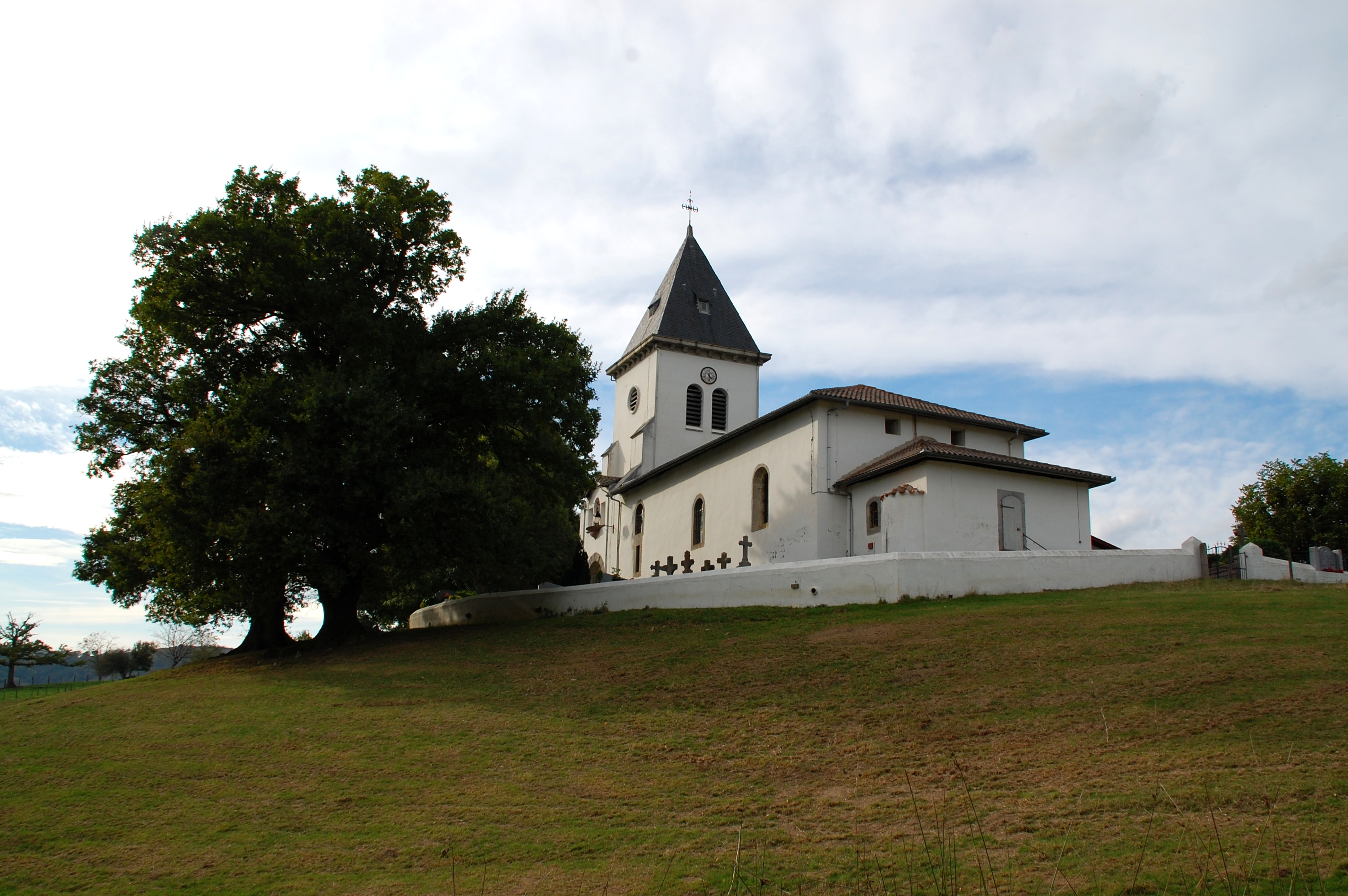
Pfarrkirche Saint-Laurent

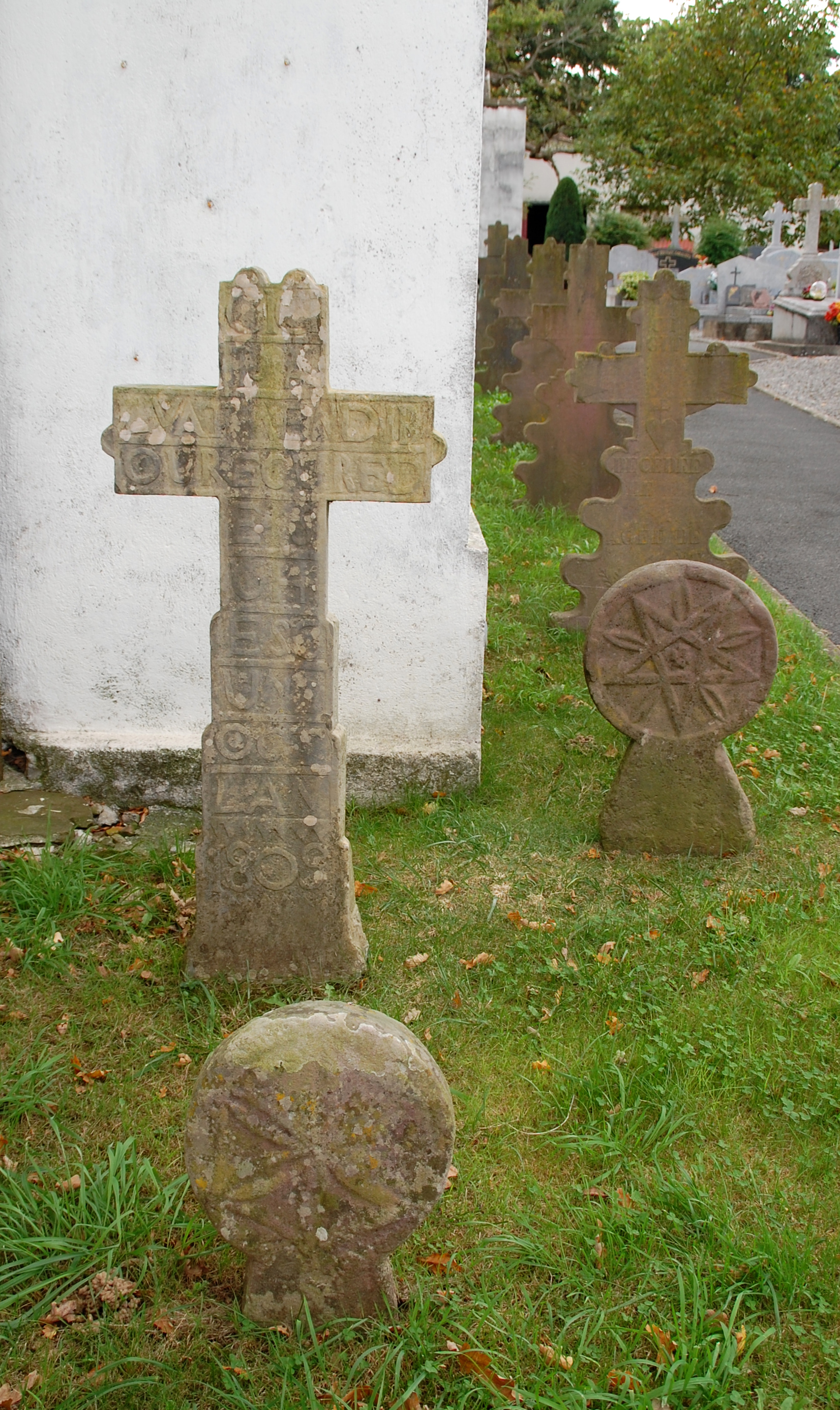
Alte Kreuze und scheibenförmige Grabstelen auf dem Friedhof von Suhescun

Die Laurentius von Rom gewidmete Pfarrkirche wurde im 14. Jahrhundert errichtet. Von der romanischen Epoche ist aufgrund einer vollständigen Restaurierung im 19. Jahrhundert allein das Eingangsportal an der Westseite aus der zweiten Hälfte des 15. Jahrhunderts erhalten geblieben. Die Arbeiten waren erforderlich aufgrund des schlechten Zustands des Gotteshauses. Umbauarbeiten, die im Laufe des 20. Jahrhunderts durchgeführt wurden, haben die letzten Spuren der ursprünglichen Kirche verwischt. Wie die meisten ländlichen Kirchen, so besitzt diese Pfarrkirche ein einschiffiges Langhaus, das mit einer flachen Apsis verlängert wird. Die mit einem Walmdach gedeckte Sakristei ist am Ende der Apsis angebaut. Der Glockenturm über dem Eingangsvorbau datiert aus der ersten Hälfte des 20. Jahrhunderts. Sein Helm ist mit einem Zeltdach aus Schiefer gedeckt. Der Schlussstein des Rundbogens am Eingang des Vorbaus trägt die Inschrift „DOMUS MEA DOMUS ORATIONIS 1931“ (deutsch Mein Haus soll ein Bethaus sein) aus den Berichten der Tempelreinigung in den Evangelien. Der Turm birgt eine Glocke, die im 16. Jahrhundert gegossen wurde und die Inschrift „VICIT LEO DE TRIBU DE JUDA“ trägt (deutsch Gesiegt hat der Löwe vom Stamme Juda) nach einer Zeile des Bannspruchs des Antonius von Padua. Die Einfassung der Eingangstür des Eingangsportals ist aus drei Reihen sehr hellen Sandsteins gearbeitet und mit einem Fries verziert.
Im Kircheninneren umsäumt eine Empore das Langhaus auf drei Seiten. Sie ist aus Holz gefertigt mit einer Balustrade aus gedrehtem Holz. Treppen im vorderen und im hinteren Teil der Kirche erlauben den Zugang. An den Seiten befindet sich eine Bankreihe auf der Empore, im Bereich über dem Eingang erstreckt sie sich stufenweise auf fünf Ebenen. Die Emporen sind traditionell den Männern während des Besuchs einer Messe vorbehalten. Dieser Brauch wird heute aufgrund der gesellschaftlichen Veränderungen und der Entwicklung des Tourismus nicht mehr strikt befolgt.
Das Altarretabel stammt aus dem 19. Jahrhundert, belegt die gesamte Rückwand des Chors und besteht aus drei großen Tafeln, in denen Reliefs Szenen des heiligen Laurentius illustrieren. Auf der mittleren Tafel, die die Apotheose des heiligen Laurentius zeigt, wird der Heilige in der priesterlichen Kleidung des 19. Jahrhunderts dargestellt, mit einer weißen Albe und einer roten und goldfarbenen Kasel. Er wird von einem Schwarm von Engeln getragen, der den Großteil der Tafel bedeckt. Jedes Gesicht der Engel ist ein Unikat, und die Spitzen von Flügeln bestimmter Engel sind vergoldet. Vier Säulen korinthischer Ordnung, die von Voluten verlängert werden, tragen einen Baldachin und bilden den Rahmen um die zentrale Tafel. Oben ist eine Taube zu erkennen, Symbol des Heiligen Geistes.
Die linke Tafel zeigt eine Szene des Martyrium von Laurentius. Er ist von Seilen um seinen Rücken, seiner Hüfte und seiner linken Hand gefesselt. Drei Nägel treten aus der Tafel hervor und unterstreichen den vom Künstler gewollten Realismus. Zwei Peiniger sind an seiner Seite und halten glühende Stäbe vor einem bereits in Flammen stehenden Scheiterhaufen. Rauch und Feuer strömen durch das ganze Bild. Der zweite Realismus-Effekt entsteht durch den Fuß von einem der Peiniger, der aus der Tafel heraus auf dem goldenen Rahmen ruht.
Die rechte Tafel zeigt eine andere Szene des Martyriums von Laurentius, in dem er langgestreckt auf einem Gitter auf einer heißen Glut liegt. Zwei Peiniger halten ihn an den Seiten. Ein Engel mit einem Palmzweig in seiner Hand wohnt der Szene bei. Wie bei den anderen Tafeln wurden hier verschiedene Techniken der Malerei und Bildhauerei im Flach- oder Hochrelief angewandt, wie beispielsweise beim Arm des Engels, der vollständig aus dem Hintergrund hervortritt.
Im Zentrum des Retabels befindet sich der Tabernakel. Seine Tür ist in einem Rundbogen eingefasst, der von zwei Säulen korinthischer Ordnung getragen wird. Symbole der Eucharistie schmücken die Tür, ein Ziborium und eine Hostie, die mit einem Kreuz markiert ist. Eine besondere Atmosphäre verleiht der Strahlenkranz um den Kelch und die Wolke am Fuß des Ziboriums. Unterhalb des Rundbogens sind die Köpfe zweier Engel zu sehen.
An den beiden äußeren Enden des Retabels sind zwei Statuen auf Postamenten platziert. Die linke zeigt den heiligen Josef, die rechte eine Madonna mit Jesuskind. Oberhalb des Retabels zeigen zwei ovale Medaillons, die an ihrer Oberseite mit Schwertlilien verziert sind, die Porträts einer Frau und eines Mannes.
Die Kanzel der Kirche ist an der Empore der nördlichen Wand befestigt. Der Kanzelkorb ist aus vier Paneelen zusammengesetzt, die mit Pflanzenornamenten in Form von Herzen verziert sind.

### Bauernhof Jauregia

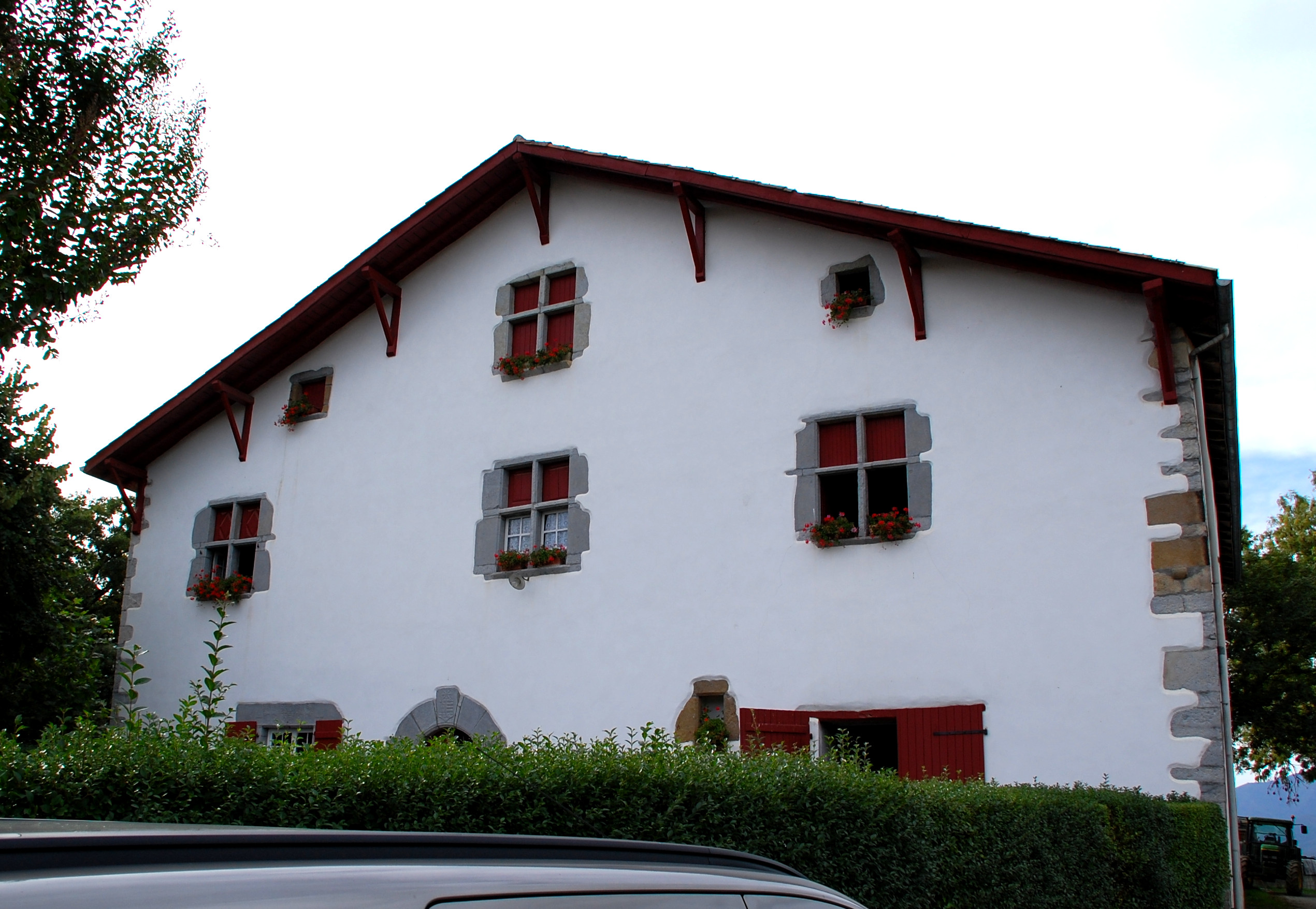
Bauernhof Jauregia

Im Jahre 1366 wurde das Adelshaus Jauregia erstmals in den Aufzeichnungen erwähnt und wurde das bedeutendste Wohngebäude des Dorfes. Sein Besitzer verfügte über einen Sitz in der Ständeversammlung von Navarra. Erste bauliche Veränderungen wurden 1519 durchgeführt, wie eine Jahreszahl auf einem Balken im Inneren des Hauses belegt. Es sind allerdings noch Reste eines älteren Baus aus dem Mittelalter vorhanden. Laut Dokumenten von 1525 war der Grundherr ein gewisser Jayme. Auf dem Balken ist neben der Jahreszahl „1519“ der Name des Besitzers in der Form IAIME eingraviert. Auf dem Sturz des Haupteingangs ist die Jahreszahl „1590“, der Zeitpunkt einer zweiten Änderung, zu erkennen, sowie die Wappen der neuen Grundherrenfamilie Suhescun und des Königreichs Navarra. Bei dieser baulichen Änderung wurde das Haus vermutlich aufgestockt. Von innen betrachtet, fällt auf, dass der Haupteingang in einem früheren Tor von größerer Dimension zurückgebaut wurde. Die Aufteilung des Bauernhofs entspricht ansonsten der Grundrisse traditioneller, ländlicher Höfe mit einem Stall auf der rechten und hinteren Gebäudeseite, der vom zentralen eskaratz zugänglich ist. Der Heuboden befindet sich im Dachgeschoss. Im 19. und im 20. Jahrhundert wurden bestimmte Fensteröffnungen geändert und eine Scheune errichtet. Das Haus ist mit einem lang gezogenen Satteldach mit Hohlziegeln und einem Halbwalm auf der Rückseite gedeckt. Abgerundete Kreuzstockfenster mit hervorstehenden Sohlbänken geben Licht in den ersten Stock und in das Dachgeschoss. Der Sturz eines Fensters im vorderen Erdgeschoss ist dekoriert mit dem Wappen des Baskenlands, mit Schwertlilien verzierten Kreuzen und Rosetten. An der linken Gebäudeseite sind ein Kreuzstockfenster und ein Zwillingsfenster zu sehen, auf der rechten ein Kreuzstockfenster ohne Kämpferholz. Im eskaratz sind Ständer des Holzfachwerks des Hauses und Keilsteine an den Türen zu bemerken. Das Bauernhaus befindet sich in Privatbesitz und ist als nationales Kulturgut registriert.

### Bauernhof Larramendia
Der regionale Baustil spiegelt sich in mehreren architektonischen Elemente wider. Der Sturz über dem Eingangstor bezeugt die Datierung des Baus auf den Beginn des 17. Jahrhunderts und weist gleichzeitig nicht nur die Namen, sondern in diesem Fall auch auf die Nationalität der damaligen Besitzer hin. Der Sturz ist mit drei mit Schwertlilien versehenen Kreuzen verschönert und trägt eine Inschrift auf der linken Seite „LUIS DE LARAMENDI MARIDO MUBER EH FECIS“ und eine auf der rechten Seite „MARIA DE BHEBERS 1608 ANO“. Das Nomen sacrum IHS ist überdies auf einem freien Platz unterhalb der Jahreszahl „1608“ eingraviert. Die Vornamen „Luis“ und „Maria“ und das Wort „Marido“ lassen darauf schließen, dass die Besitzer ursprünglich aus Spanien stammten. Mit Ausnahme des Worts „Marido“ ist die Inschrift direkt in den Stein geritzt worden, eine Technik, die im französischen Baskenland kaum, aber eher südlich der Pyrenäen angewendet wurde. Die Herkunft von Bewohnern aus Spanien ist nichts Außergewöhnliches im Nieder-Navarra. Eine weitere Inschrift mit der Jahreszahl „1622“ auf der rechten Außenwand zeigt vermutlich die Fertigstellung des Baus an. Das Dachgeschoss, die Zwischenwände und die Bauweise mit Holz sind typische Elemente eines Bauernhauses der Region. Der eskaratz, der zentrale Eingangsbereich, befindet sich im Erdgeschoss. Zuweilen dient er als Lagerraum,.und von ihm sind alle anderen Räume direkt erreichbar. Ein Viehstall im hinteren Bereich komplettiert das auf landwirtschaftliches Arbeiten bestimmte Haus. Eine erste große Aktion zur Restaurierung des Hauses erfolgte im 18. Jahrhundert, eine weitere im 20. Jahrhundert. Studien ergaben, dass das Bauernhaus einen Übergang von der Holzbauweise zur gemauerten Bauweise darstellt. Das Haus mit zwei Stockwerken und einem Dachgeschoss ist mit einem lang gezogenen Satteldach mit Hohlziegeln gedeckt. In der Mitte der ersten Etage sorgen zwei Kreuzstockfenster für Lichteinfall. Eine Auskragung im Fachwerk ist auf die erste Etage beschränkt, wo es mit Ziegelsteinen ausgefacht ist, die im Fischgrätmuster angeordnet sind. Unterhalb des Giebels ist die Fassade von mehreren dreieckigen Löchern durchbrochen. Im Inneren des Hauses sind die Zwischenwände aus Fachwerk. Die Deckenhöhe des eskaratz beträgt 3,80 m, die des Dachbodens 3,40 m. Im eskaratz und im Viehstall sind Ständer des Holzfachwerks des Hauses erkennbar. Das Fenster in der Küche besitzt Sitzplätze in der Laibung, und der Kamin hat seine Kragsteine mit abgeschrägten Viertelstäben erhalten. Das Bauernhaus befindet sich in Privatbesitz und ist als nationales Kulturgut registriert.

### Bauernhof Uhartea

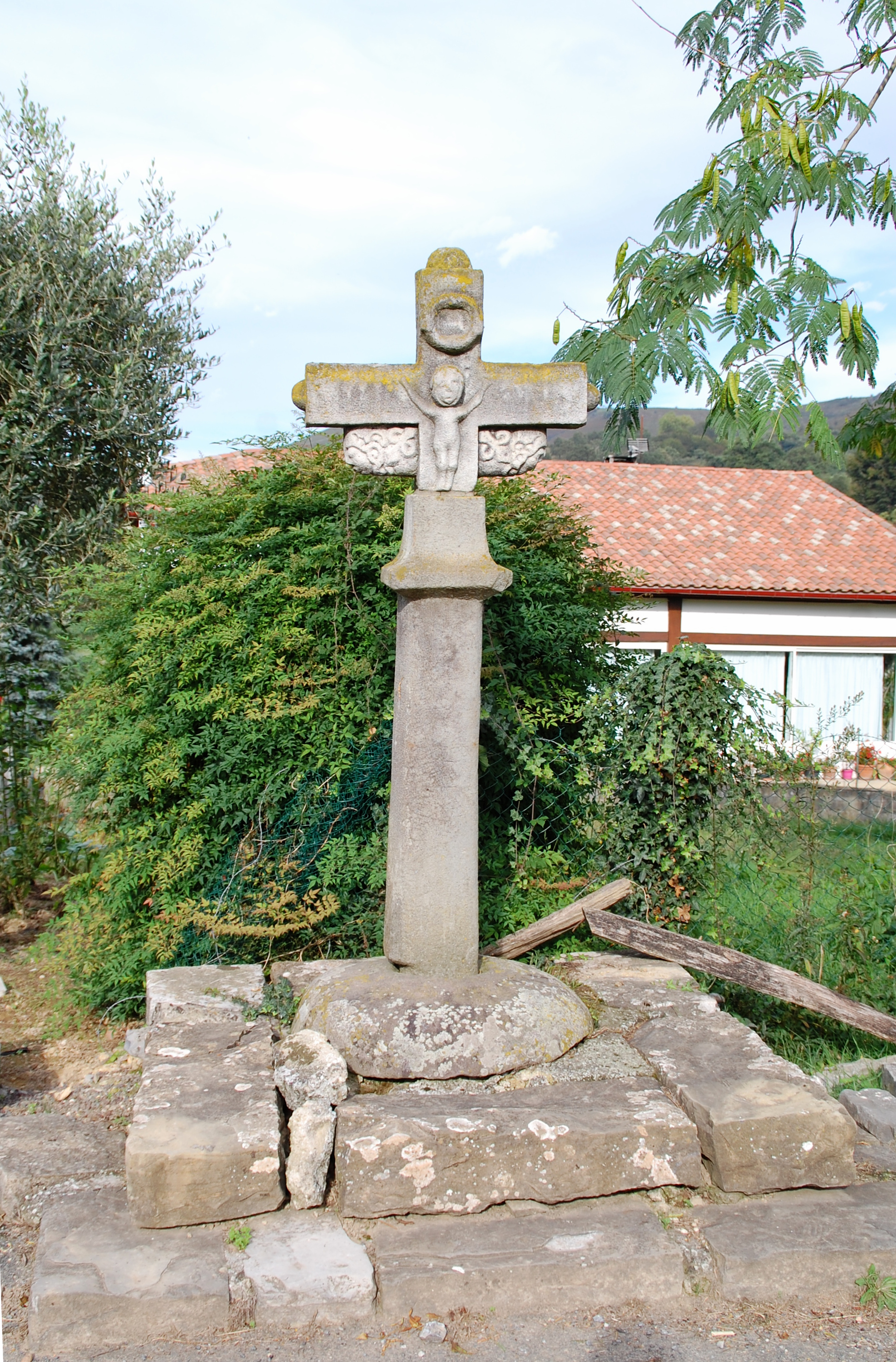
Wegekreuz von Suhescun

Das Haus Uhartea wurde 1366 in der Form uhart als Adelshaus in der Liste der Haushalte des Königreichs Navarra geführt. Vermutlich in der ersten Hälfte des 17. Jahrhunderts wurde es als Bauernhaus umgebaut. Der Sturz des Fensters links vom Eingang trägt in der Mitte ein schwarz aufgemaltes Kreuz mit zwei Punkten über dem Querbalken. Eine ebenfalls schwarz aufgemalte Inschrift lautet „UHAR IOAN“ links und „1755 NESD“ auf der rechten Seite. Rosetten, die nicht aufgemalt sind, verzieren die vier Ecken des Sturzes. In diesem Zeitraum wurde wahrscheinlich das Haus um das Dachgeschoss aufgestockt, das es ursprünglich nicht besessen hatte. Möglicherweise wurde im gleichen Zug das Haus auch an beiden Seiten verbreitert. Die Jahreszahl „1866“ auf dem Sturz des Fensters rechts vom Eingang zeigt das Jahr einer Restaurierung an. Weitere Inschriften fehlen auf diesem Sturz. Im Baskenland sind Fensterstürze meist nüchterner verziert als Türstürze, die Gäste auf der Schwelle empfangen. An der nördlichen Seitenwand ist ein wiederverwendeter Stein zu erkennen, der aus dem Mittelalter stammen könnte. Er trägt ein Relief mit einem ziemlich undeutlichen männlichen Gesicht und die Inschrift „SIMON“, dem Vornamen eines der letzten Besitzer des Adelshauses. Das heute dreigeteilte Bauernhaus ist als Holzfachwerk gebaut und mit einem lang gezogenen Satteldach mit Hohlziegeln gedeckt. Ein Schafstall ist an der Seite angebaut. Kuhstall und Heuboden befinden sich in der Verlängerung des Wohntrakts im hinteren Teil des Hauses. Die vordere Fassade besitzt einen Balkon über dem Eingang zum eskaratz. Die Einfassung der beiden Fenster ist aus Kalkstein, der Türsturz ist aus Holz. Das Bauernhaus befindet sich in Privatbesitz und ist als nationales Kulturgut registriert.

### Wegekreuz
Es wurde im 18. Jahrhundert zum Schutz der Reisenden und als Kennzeichen der Grenze der Pfarrgemeinde aufgestellt. Möglicherweise markiert es die Stelle einer früheren heidnischen Kultstätte. Das Kreuz ruht auf einem großen quadratischen Sockel. Im 18. und 19. Jahrhundert war es Brauch, dass ein Trauerzug am Haus des Verstorbenen beginnt und bei jedem Wegekreuz für ein kurzes Gebet anhielt. Das Wegekreuz von Suhescun ist seit dem 13. November 1973 als Monument historique klassifiziert. Der Schaft aus einem Monolith ist einem runden Stein eingefasst und endet in einer Art Kapitell. Das Kreuz zeigt den gekreuzigten Christus mit einer Dornenkrone, die am Kreuz über seinem Kopf hängt. Er hat das Aussehen eines Kindes wegen seiner kurzen Arme und seines großen Kopfes. Der Querbalken ist mit dekorativen Motiven verziert. Eine Blume mit acht Zweigen verschönert die Rückseite des Kreuzes.

## Wirtschaft und Infrastruktur

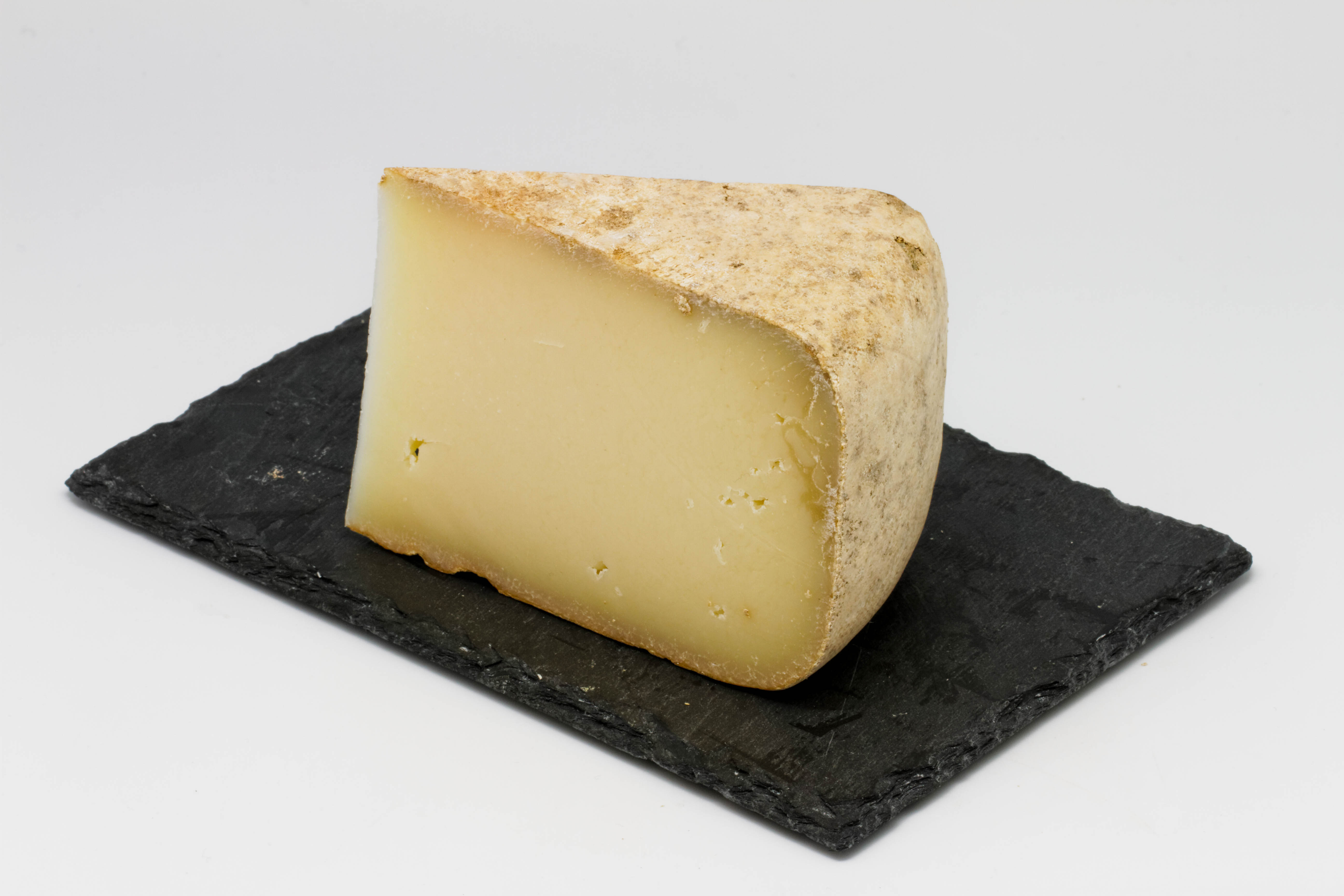
Ossau-Iraty

Die Landwirtschaft ist traditionell der wichtigste Wirtschaftsfaktor der Gemeinde. Suhescun liegt in den Zonen AOC des Ossau-Iraty, eines traditionell hergestellten Schnittkäses aus Schafmilch, sowie der Schweinerasse und des Schinkens „Kintoa“.
Der Bauernhof „Garatea“ in Suhescun besitzt rund 400 Schafe der Rasse Manech tête noire, die im Wesentlichen mit Heu der eigenen Produktion gefüttert werden. Die Tiere sind auch im Winter jeden Tag auf der Weide und im Sommer auf der Alm. Von Januar bis Mai produziert der Bauernhof zwei Tonnen Schafskäse, ein Drittel davon Ossau-Iraty. Jacques Laby ist ein weiterer Erzeuger des Ossau-Iraty in Suhescun.

### Verkehr
Suhescun ist erreichbar über die Routes départementales 22 und 422.